# Parafia św. Prokopa w Krzcięcicach
Parafia Świętego Prokopa w Krzcięcicach — parafia rzymskokatolicka, znajdująca się w diecezji kieleckiej, w dekanacie sędziszowskim.

Widoki kościoła sprzed 1913
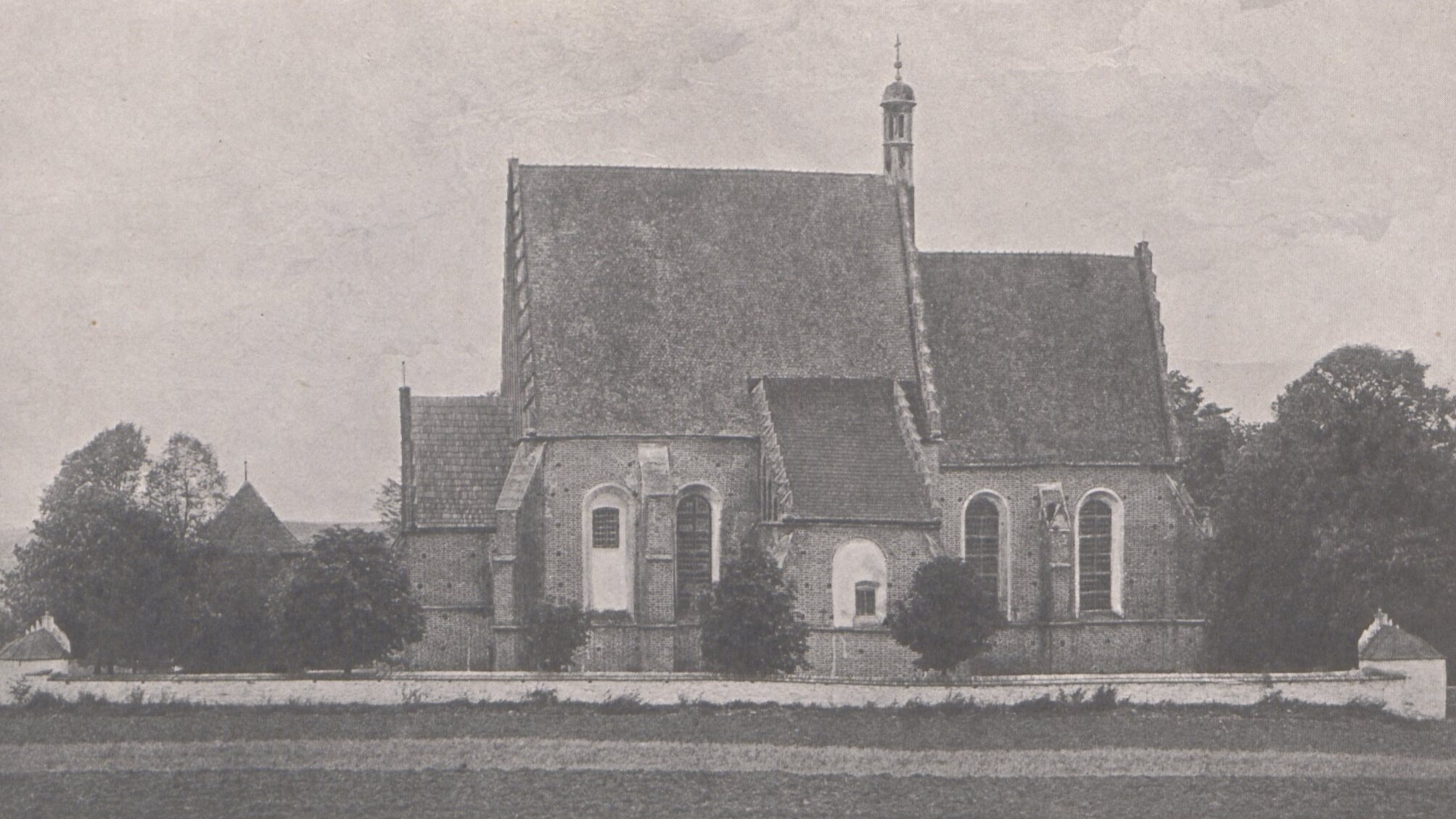
Kościół od południa
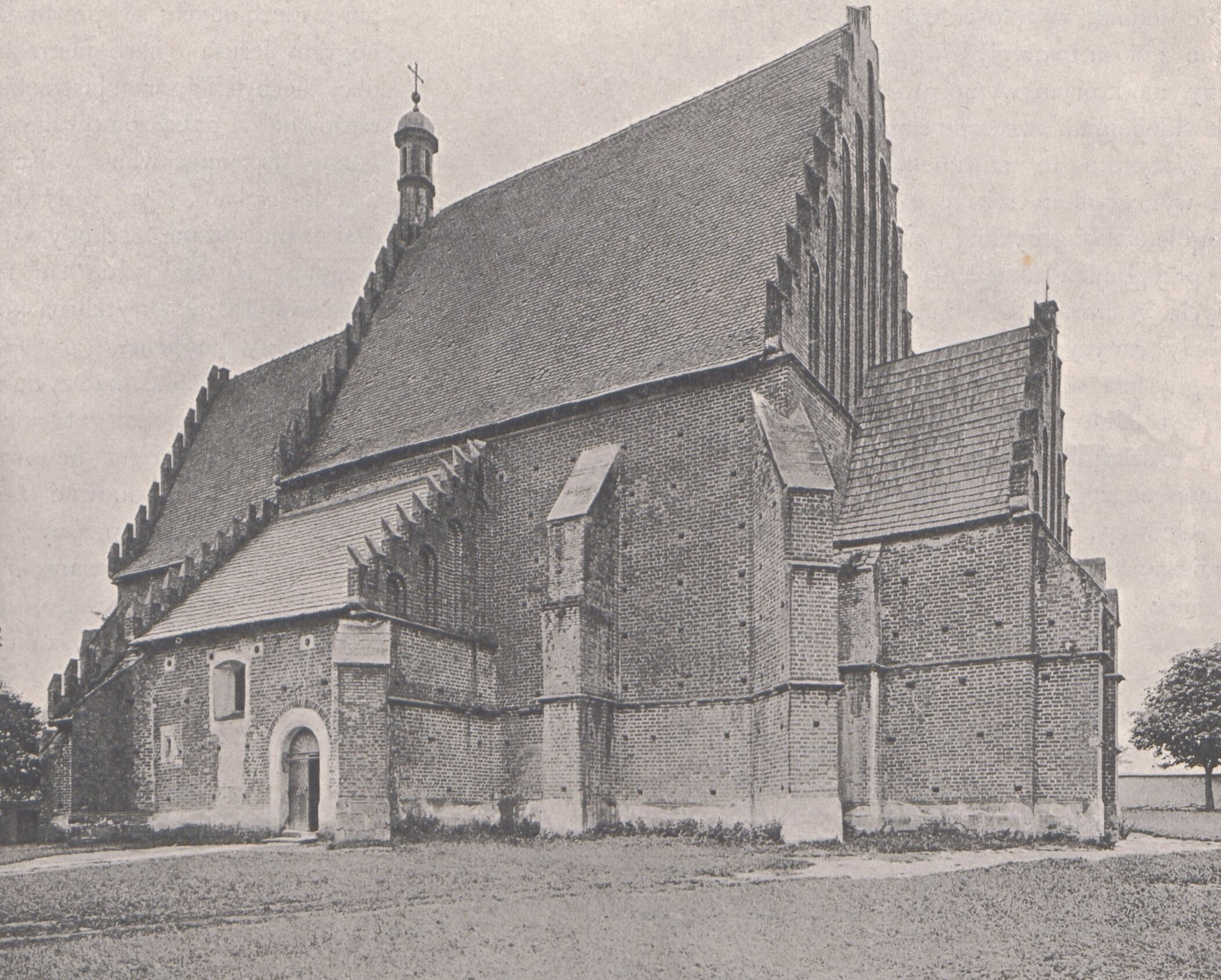
Kościół od północnego zachodu
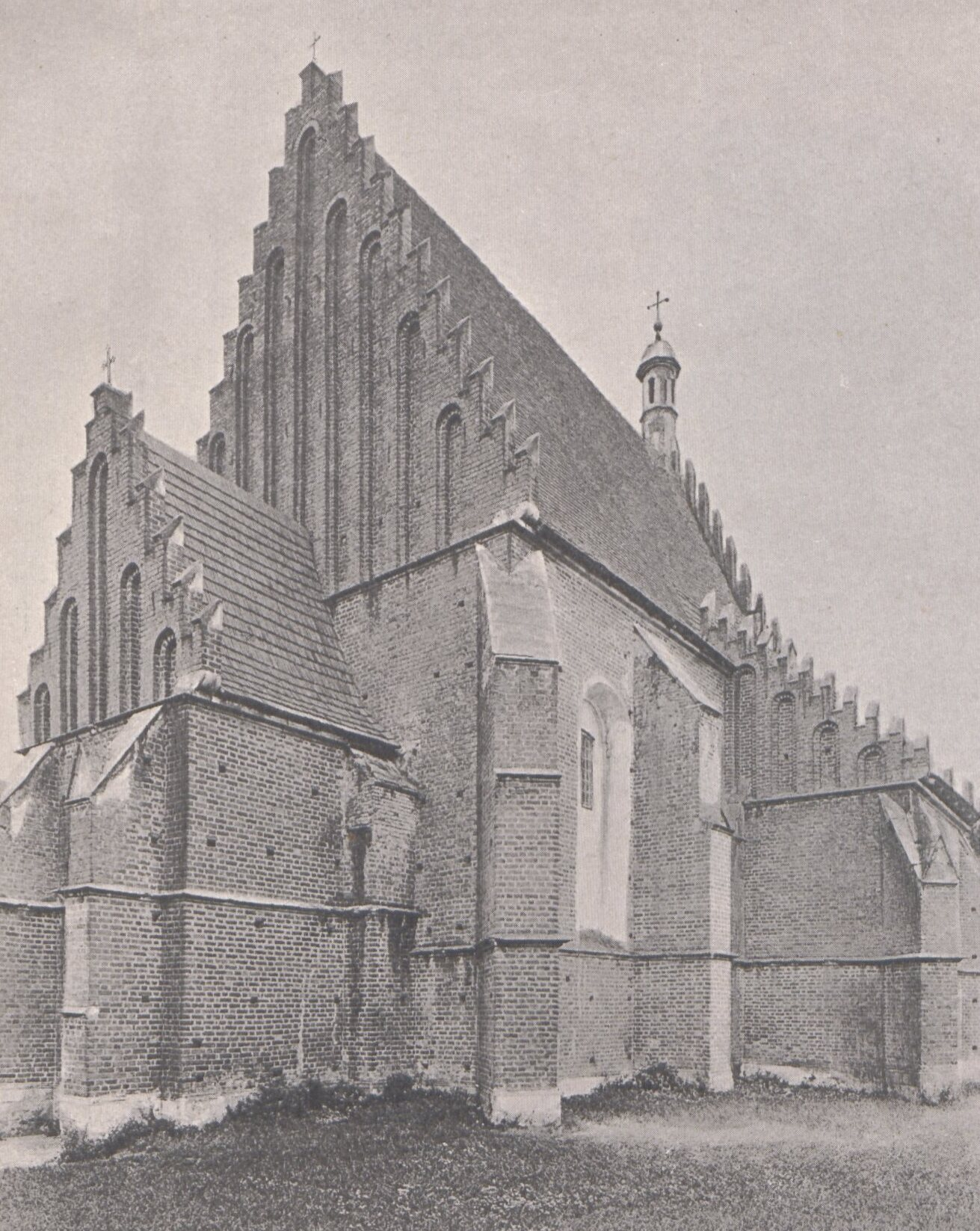
Kościół od południowego zachodu
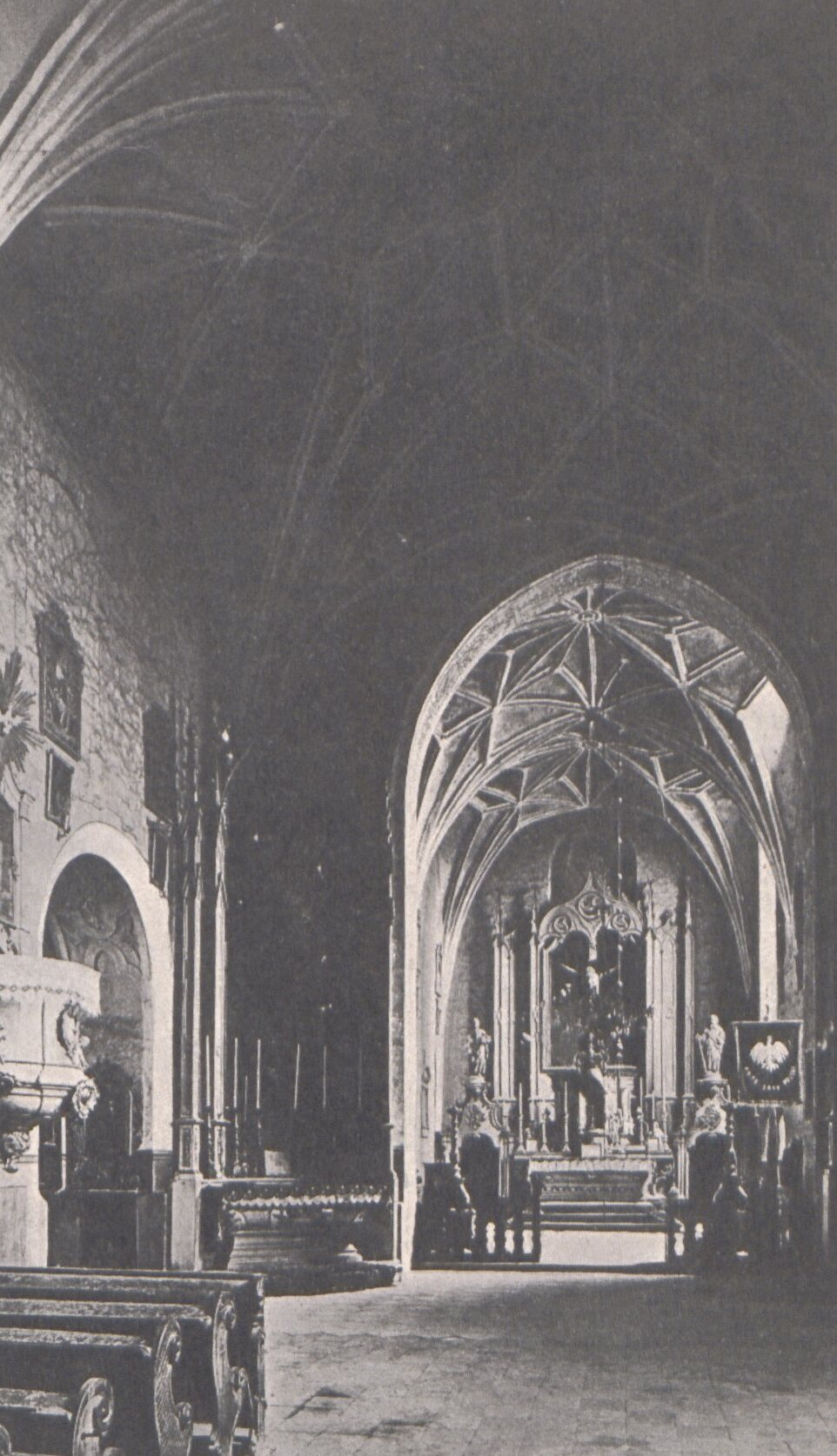
Wnętrze kościoła